# Cillorigo de Liébana
Cillorigo de Liébana település Spanyolországban, Kantábria autonóm közösségben. Cillorigo de Liébana Tresviso, Peñarrubia, Lamasón, Cabezón de Liébana, Potes, Camaleño és Cabrales községekkel határos. Lakosainak száma 1362 fő (2024).

## Népesség
A település népessége az elmúlt években az alábbi módon változott:
| Lakosok száma | 1085 | 1195 | 1221 | 1305 | 1338 | 1345 | 1320 | 1305 | 1306 | 1362 |
|               | 2001 | 2004 | 2007 | 2009 | 2012 | 2014 | 2017 | 2019 | 2022 | 2024 |